# 布匿战争
布匿战争（拉丁語：Bella Punica，或譯布匿克戰爭）是在古罗马和古迦太基之间的三次战争，名字来自当时罗马对迦太基的称呼Punicus（布匿庫斯）。
前3世纪开始，两国为争夺地中海沿岸霸权发生了三次战争：
- 第一次布匿战争（前264年—前241年），主要是在地中海上的海战。开始在西西里岛交战，接着罗马进攻迦太基本土，迦太基被打败。
- 第二次布匿战争（前218年—前201年），三次中最著名的战争。迦太基主帅汉尼拔率6万大军穿过阿尔卑斯山，入侵罗马，在前216年的坎尼會戰大敗羅馬軍團。罗马则出兵迦太基本土，汉尼拔回军驰援，於扎馬戰役战败，迦太基丧失全部海外领地，交出舰船，并向罗马赔款。
- 第三次布匿战争（前149年—前146年），这是一场罗马以强凌弱的战争。罗马主动进攻，长期围困迦太基城，最后迦太基战败慘遭屠城，領土成为罗马的一个省份——阿非利加行省。

布匿战争的结果是迦太基被滅，迦太基城也被夷為平地，罗马争得了地中海西部的霸权。
1985年2月5日，时任罗马市长雨果·韋泰雷与时任迦太基（现位于突尼西亞）市长切德利·克里比签署了一项象征性的和平条约，彼时距离第三次布匿战争的结束已过去2131年。